# Mastrus tenuicosta
Mastrus tenuicosta là một loài tò vò trong họ Ichneumonidae.